# Laurent Hoffmayer
Laurent Hoffmayer est un officier du Premier Empire, né le 15 juillet 1768 à Friedenweiler, dans le pays de Bade, et mort le 9 août 1842 à Paris. Nommé colonel du 2e régiment de dragons en 1813, il passe aux dragons de la Garde impériale en tant que major en second, en avril 1815. Il mène notamment les charges des dragons à la bataille de Waterloo, sur le plateau de Mont-Saint-Jean.

## Biographie

### Les débuts d'une carrière

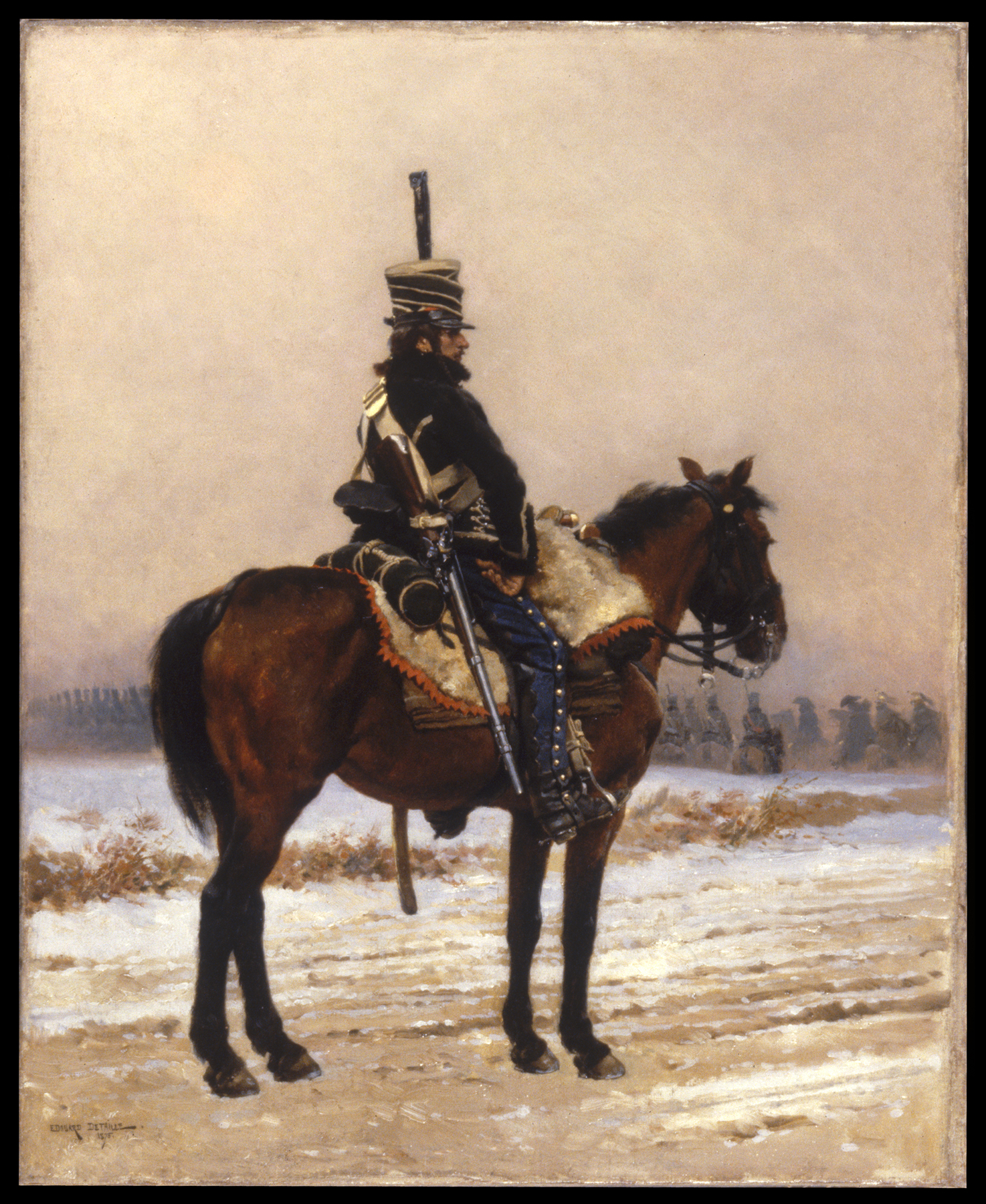
Cavalier du 11e régiment de hussards. Peinture d'Édouard Detaille.

Laurent Hoffmayer commence sa carrière le 4 septembre 1792 en intégrant lors de sa création la cavalerie de la Légion germanique. Lors de la dissolution de cette dernière le 22 juin 1793, il est reversé dans le 11e régiment de hussards avec le grade de brigadier. Il sert dans les rangs de l'armée du Rhin, gagne ses galons de sous-lieutenant et est blessé à la bataille de Pozzolo, le 25 décembre 1800.
Promu adjudant-major du 11e hussards, il conserve son grade lorsque ce dernier devient le 29e régiment de dragons en septembre 1803. Hoffmayer est affecté en 1805 à l'armée d'Italie, sous les ordres du maréchal Masséna et se distingue à la bataille de Caldiero le 30 octobre. Il fait ensuite campagne à Naples de 1806 à 1807.

### Chef d'escadron des dragons de l'Impératrice
Sa belle conduite lors des précédentes campagnes lui vaut d'être nommé capitaine des dragons de la Garde impériale le 8 juillet 1807.
La guerre se poursuit. Hoffmayer est présent avec son régiment sur les théâtres d'Espagne et d'Autriche. La fin de la campagne amène la paix et sa promotion au grade de chef d'escadron le 3 août. Il l'est toujours lorsque débute la campagne de Russie, trois ans plus tard. Le 25 septembre 1812, aux abords de Moscou, une reconnaissance de 150 dragons commandée par le major Marthod tombe dans une embuscade. Encerclés, les dragons résistent et parviennent à se frayer un passage au milieu des assaillants. Une vingtaine d'hommes sont perdus. Hoffmayer, qui a participé à cette affaire, reçoit quant à lui deux blessures, un coup de lance au bras droit et un coup de sabre à la tête.

### Les dernières campagnes

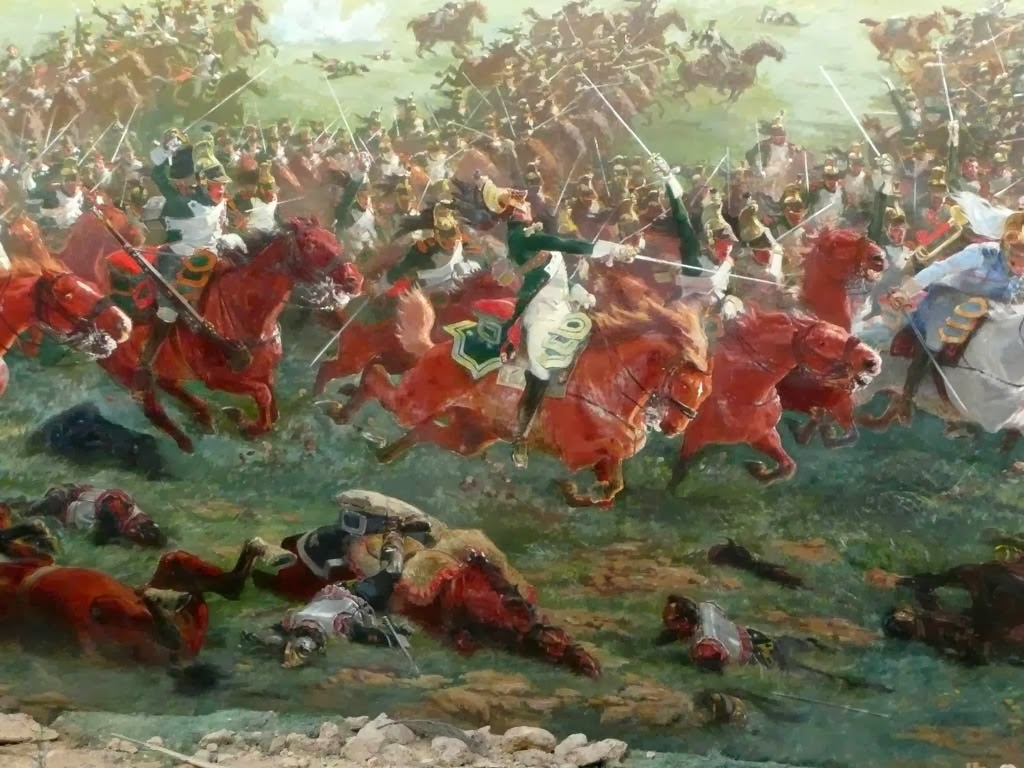
Charge des dragons de la Garde impériale au Mont-Saint-Jean à Waterloo. Par Louis-Jules Dumoulin, Panorama de Waterloo, 1912.

Nommé colonel du 2e régiment de dragons le 18 février 1813, il participe à la campagne d'Allemagne. Le 17 décembre, en remplacement du colonel Leclerc, il est nommé colonel-major du 2e régiment d'éclaireurs de la Garde impériale, avec lequel il fait la campagne de France de 1814. Le 1er décembre 1814, pendant la Première Restauration, Hoffmayer est nommé major du Corps royal des dragons de France.
Sous les Cent-Jours, le 14 avril 1815, il conserve son grade au sein de son régiment, avec lequel il participe à la campagne de Belgique. Le 15 juin, la mort de son supérieur, le général Letort de Lorville, place Hoffmayer à la tête des dragons de la Garde impériale. Il mène leurs charges à la bataille de Waterloo, sur le plateau de Mont-Saint-Jean.

### Fin de carrière
Hoffmayer est placé en demi-solde le 16 décembre 1815, après le retour des Bourbons, et est admis à la retraite le 4 septembre 1822. Lui est alors confié la direction des dépôts de remonte de Clermont-Ferrand et de Caen. Le vieux militaire prend part aux événements qui suivent la révolte des Trois Glorieuses, en se mettant à la tête des émeutiers de l'École militaire de Paris. Il meurt le 9 août 1842, à l'âge de 74 ans.

## Distinctions
- Chevalier de la Légion d’honneur le 21 mars 1806
- Chevalier de l’Empire le 15 mars 1810
- Officier de la Légion d’honneur le 14 juillet 1813
- Baron de l’Empire le 4 décembre 1813
- Chevalier de l’ordre royal et militaire de Saint-Louis le 27 décembre 1814